# Buio Omega (singolo)
Buio Omega è un singolo del rapper italiano Nitro, pubblicato il 4 dicembre 2017 come primo estratto dal terzo album in studio No Comment.

## Descrizione
Prodotto dal rapper Salmo, il brano è un esplicito omaggio all'omonimo film splatter di fine anni settanta.

## Video musicale
Il videoclip, diretto da Igor Grbesic e Marc Lucas, è stato pubblicato in concomitanza con il lancio del singolo attraverso il canale YouTube del rapper.

## Tracce
1. Buio Omega – 2:13

## Classifiche
| Classifica (2017) | Posizione massima |
| ----------------- | ----------------- |
| Italia            | 40                |